# エイコンシティ
エイコンシティ（英語: Akon City）は、セネガル出身のアメリカ合衆国の歌手、実業家であるエイコンが、セネガルのンブール県に計画している計画都市。この計画は、2018年にエイコンによって初めて公表された。エイコンが2022年10月に語ったところによれば、この都市の第一段階の建設は2023年に始まり、2028年には完成する見込みであるとされた。エイコンによれば、計画を着想したきっかけは2018年の映画『ブラックパンサー』で、エイコンシティは、最新の技術であるブロックチェーンや暗号通貨を用いた「現実のワカンダ (real-life Wakanda)」になるという。
セネガルの大統領マッキー・サルから提供された開発対象地域は、2,000エーカー（約8平方km）の広さに及ぶ。

## 沿革

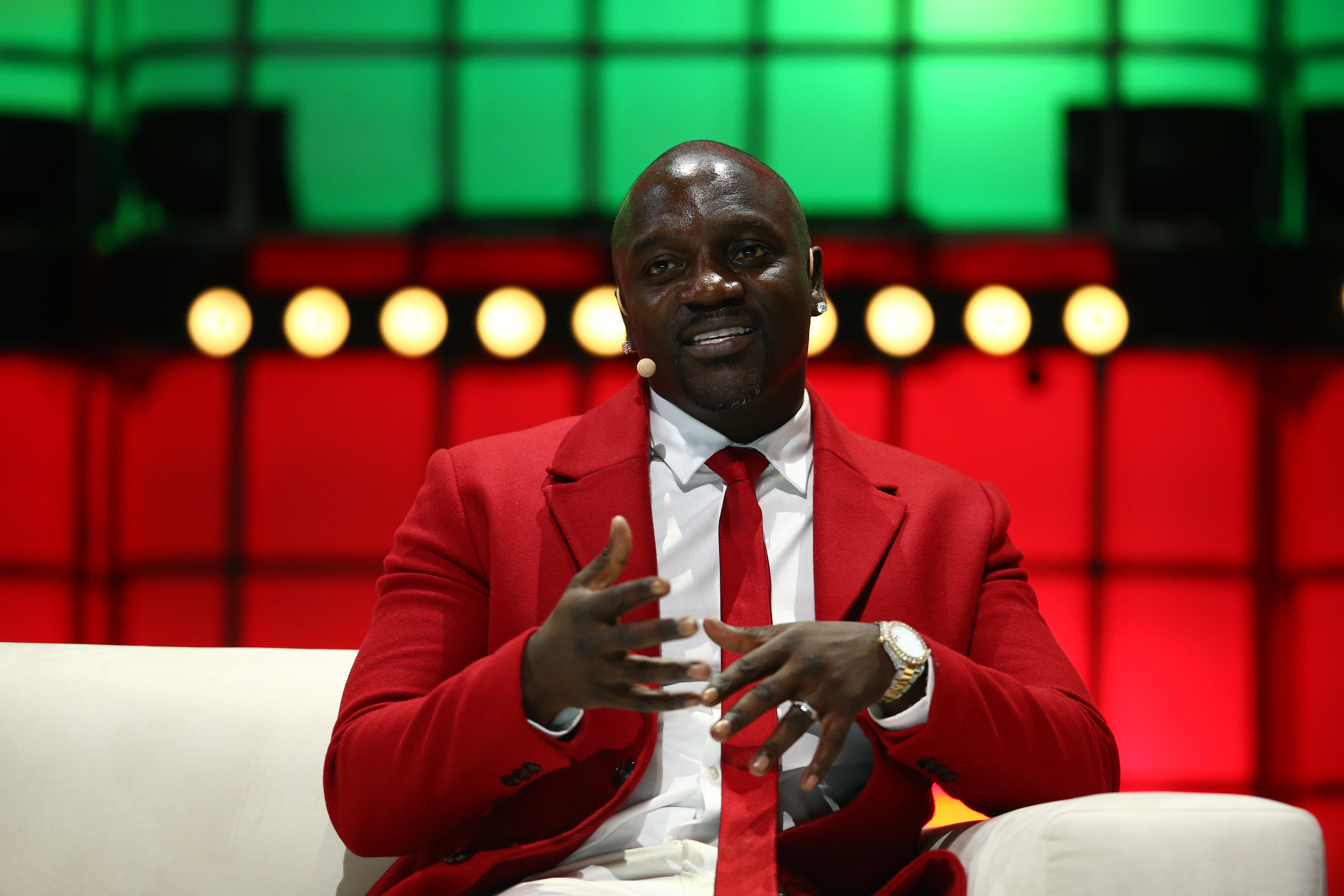
リスボンで開催された WebSummit でエイコインについて語るエイコン。

2018年、カンヌライオンズ 国際クリエイティビティ・フェスティバルにおいて、エイコンは暗号通貨エイコインを公表した。2020年1月15日、エイコンはエイコンシティに関する諸計画を公表した。さらに同年9月、エイコンは大西洋に面した海岸沿いに未来都市を開発する計画を発表した。エイコンシティは、セネガルの首都ダカールから南へ100 km (62 mi)に位置している。この計画都市には、コンドミニアム、オフィス、公園、大学、海洋リゾートに加え、5,000床を備えた病院が開設されることになっている。この都市は、観光客や投資家を呼び込むことを意図しており、エイコンが2020年8月に各国のメディアに語ったところによれば、彼自身もここに引退することを計画しているということであった。その後の計画でも、超高層建築物の数は当初より減らされたが、未来志向のデザインは維持されている。この都市は、現在 1,500人ほどがもっぱら農業に従事している小さな農村ンボディエン (Mbodiène) 村の近くに建設されることになる。
2021年4月6日には、これとは別のエイコンシティをウガンダに開設する計画が、エイコンとウガンダの住宅・都市開発担当大臣クリス・バリョムンシ博士によって公表されたが、これはエイコンがウガンダの大統領ヨウェリ・ムセベニと会見して議論を交わした上でのことであった。エイコンはさらに、ウガンダのテレビ局NBSテレビでカナリー・ムグメのインタビューに応え、15年間の開発計画を語り、それがウガンダの人々に利益をもたらすと述べた。
2025年7月、プロジェクトは正式に中止され、エイコン氏は代わりにより現実的なプロジェクトと機会を追求すると述べた。。

## デザイン
この開発計画では、巨大な超高層建築物、ショッピングモール、テクノロジー・ハブ、音楽スタジオ、「セネウッド」（セネガルの映画界）の制作施設、環境に優しい観光リゾートなどが設けられることになっている。
エイコンシティの開発は、10年間に及ぶ複合用途開発とすることが提案されている。エイコンによれば、この都市は環境に優しく、太陽光発電など再生可能エネルギーによって電力が供給されるスマートシティになるという。この開発計画は、LEED認証を得た計画である。計画が掲げる主要な達成目標は、地元の経済を刺激し、地元の労働者たちに仕事を創出することにある。エイコンシティの開発業者は、ロサンゼルスに拠点を置く KE International と、ドバイに拠点を置く Bakri & Associates Development Consultants である。Bakri & Associates のCEOであるフセイン・バクリ (Hussein Bakri) が、建築設計の責任者となっている。
当初に公表された計画では、エイコンシティの開発は2段階からなるものとされていた。
フェーズ1：2023年までに完了することが提案されていた、道路網、病院敷地、ショピングモール、住宅団地、ホテル、警察署、学校、廃棄物処理施設、公園、太陽光発電所。
フェーズ2：計画の完成は、2024年から2029年にかけておこなわれるものと提案されていた。
2022年10月、DJヴラッドとのインタビューで、エイコンはフェーズ1の開業が2026年になるという見通しを述べた。

## 経済
エイコンは、彼が創始した暗号通貨であるエイコイン (Akoin) を中心的な通貨とすることを構想している。セネガルの正式な通貨である西アフリカCFAフランを規制し、発行している西アフリカ諸国中央銀行は、代替通貨 (alternative currency) の使用を違法としている。暗号通貨エイコインは、2021年9月に £0.23 (GBP) から取引が開始され、2022年12月時点では £0.01 の価値となっている。
エイコンは、開発計画の資金調達のために、2019年10月まで「Tokens of Appreciation (TOA)」（「感謝の印」の意）を販売するキャンペーンをおこなって、$1 (USD) を寄付すると、最大で4単位のTOAに換算され、これがさらに後にエイコインに換算されることになっていた。TOAキャンペーンの終了から2年後、ある執行担当者がTOAに対する現金の払い戻しに応じると表明したが、それからさらに1年が経過しても、払い戻しはなされなかった。

## 論争
2024年2月の時点では、建設はほとんど着工されておらず。たった1棟「ウェルカム・センター (the Welcome Cente)」の一部が建っているだけである。2021年9月の段階で、ンボディエンの住民たちは、セネガルにおける新型コロナウイルス感染症の流行が、計画遅延の原因と考えられると述べていた。2022年12月に現地を訪れた地元のジャーナリストによれば、2020年の式典の際に置かれた礎石を別にすれば、建設の痕跡は何も見られなかったという。エイコンは、BBCに対して、「計画は適切に管理されてこなかった。その責任は全て私にある。」と述べた。
アメリカ合衆国では、エイコンに対する訴訟が起こされており、デヴィン・スティーヴンス (Devyne Stephens) が、未来都市計画の実装の一部として借り入れられたおよそ $4百万 (USD) の返還を求めている。エイコン側は、スティーヴンスの主張を「当てこすりや憶測 (innuendo and speculation)」に過ぎないとして争っている
加えて、エイコンシティは、土地所有権をめぐっても困難に直面している。特に、元々の土地所有者でもあった市民たちが、セネガル政府から補償金を約束されていたにもかかわらず、一部が未払いとなっている事例が残っている。